# Tencodogo
Tencodogo (Tenkodogo) é uma cidade burquinense, capital da província de Boulgou. Em 2012, sua população era estimada em 48 534 habitantes.